# 寧調元
寧調元（1883年—1913年9月25日）字仙霞，号太一，笔名辟支、屈魂，化名林士逸，湖南醴陵人。中国民主革命家、南社诗人。

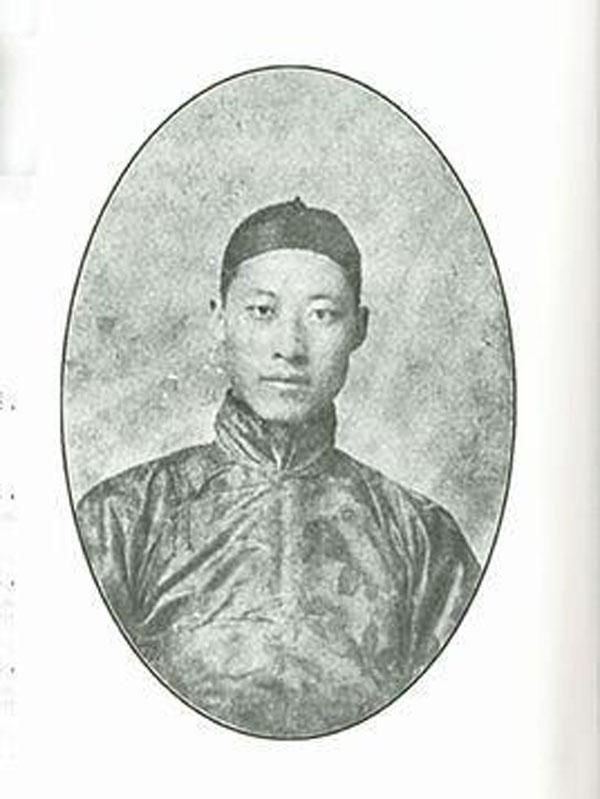
宁调元

## 生平

### 日本留学
清朝光绪二十九年（1903年），宁调元离开家乡的渌江书院，入长沙明德学堂的师范速成班。当时黄兴等人任教该班，鼓吹“排满”。宁调元受其影响，光绪三十年（1904年）先后加入革命团体大成会、华兴会，回家乡后创办渌江中学堂。光绪三十一年（1905年），官派留学日本早稻田大学学习法学。在日本，宁调元再度见到黄兴，并和陈天华结为好友。1905年11月，日本文部省公布“取缔规则”（《关于许清国人入学之公私立学校之规程》）。中国留日学生认为该规则“有辱国体”，举行罢课。同年12月8日，陈天华愤而投海，中国留日学生群情激愤。宁调元为罢课骨干，当选为文牍干事，起草过许多宣传品。

### 公葬烈士
1905年末，宁调元和姚宏业等人回到中国上海，与归国的各省留日学生创办中国公学。不久，宁调元因惦念渌江中学堂而返回家乡。1906年4月6日，姚宏业仿效陈天华，投江自杀身亡。在醴陵的宁调元得知后，很快赶到长沙，与禹之谟等人商定为陈天华、姚宏业举办公葬。5月6日，在易本羲的主盟下，宁调元加入中国同盟会。5月20日，长沙各界近千人在长沙的左文襄公祠为陈天华、姚宏业烈士举办追悼大会，当场议决公葬在长沙岳麓山。但是，王先谦、孔宪教等人向湖南巡抚庞鸿书告状，反对此议。谭延闓等原本支持公葬者准备变更原议，但禹之漠、宁调元等人坚持原议。5月23日，长沙的万余名学生走上大街为陈天华、姚宏业送葬。一队由禹之谟率领，抬陈天华灵柩；一队由宁调元率领，抬姚宏业灵柩。两队都举白旗，穿白衣。到岳麓山办下葬仪式，禹之谟、宁调元等数人演说。
清朝湖南省学务处随后张贴布告，限令陈天华、姚宏业灵柩克日迁葬，布告还说：“如有违抗之人，严拿到案惩办。”其后，禹之谟、宁调元连日到天心阁等地集会抗议。湖南省学务处乃再度发布告称，“除将著名痞徒访拿究办外”，禁止停课、开会演说、聚众喧哗、私送传单等等“恶习”，还声称：“害马不去，稂莠不除，欲其保全美质，又乌可得！”7月11日，宁调元在别人劝说下逃往上海。

### 革命入狱
光绪三十二年八月下旬（1906年10月上旬），孙中山从西贡赴日本，船经停吴淞口，陈其美、宁调元、秋瑾等人到船上拜见。后来，宁调元、傅熊湘等人在上海创办《洞庭波》杂志（后改名为《汉帜》），鼓吹革命。宁调元以笔名“仙霞”、“屈魂”、“辟支”发表许多诗文。其中的《仇满横议》揭露清朝贵族腐败和卖国，主张革命，反驳梁启超“革命可以召瓜分”等论点。因为《洞庭波》的革命言论，宁调元遭两江总督端方缉捕，逃往日本任《民报》干事。
1906年12月4日，萍浏醴起义爆发，宁调元奉东京中国同盟会本部之命回中国。抵达中国上海之后，和陈其美、秋瑾等人商定策动长江流域会党响应。宁调元到醴陵时，起义已经失败，又未能找到起义领袖龚春台，便从株洲搭乘民船抵达岳州（今岳阳），在岳州被清军水师营逮捕，押至长沙，此后遭监禁三年。在监狱内，宁调元提议重建中国同盟会湖南支部。光绪三十三年（1907年）春，托刘谦、李隆建联络在湖南的中国同盟会会员，重建中国同盟会湖南支部。同年农历三月，写诗祝贺上海《神州日报》创办。同年农历十月，在《长沙日报》发表《论开国会之宜缓》一文，反对杨度等人策动湖南学界联名请求朝廷“亟开国会”。
光绪三十四年（1908年），高旭、陈去病、柳亚子等人在上海创办南社，致信在狱中的宁调元，宁调元应允入社，并且写出《南社序》。宁调元还致信《民报》编辑章太炎，劝章太炎勿辞编辑职务，以免内讧。宁调元在狱中坚持读书、运动、习字、作文，三年读书两千多种，作诗词六百首。

### 讨袁被害
清朝宣统元年（1909年）冬，谭延闿、龙璋等人联名将宁调元保释出狱。宁调元随后来到北京任《帝国日报》主编，发表不少诗文。1911年武昌起义后，宁调元先后在湖北黎元洪、湖南谭延闿幕府任职。1912年初，宁调元在上海参与发起成立“民社”，创办《民声报》。后来回湖南为祖母奔丧，返上海时，民社已和统一党合并成共和党，反对中国同盟会，宁调元乃登报脱离民社及《民声日报》。此后到广东任三佛铁路总办。袁世凯任中华民国临时大总统后，宁调元辞去总办职务，到广东会见陈其美、安徽会见柏文蔚、江西会见李烈钧、湖南会见谭延闿，秘密商议武力讨袁。
民国二年（1913年）2月，宁调元在南昌密电谭延闓等人，指袁世凯破坏共和，望湖南人团结，同各省协筹对付。宋教仁在上海遇刺身亡后，宁调元到上海见孙中山、黄兴，支持武力讨袁。孙中山任命宁调元为秘书长。同年4月，由黄兴派往武汉，策划湖北军队起义。
孙中山为反袁世凯，在汉口设总机关“国民党交通部”（分为军事、文书、联络、总务、会计等组），派宁调元、熊越山等人到武汉协助策划反袁起义，即“二次革命”。在汉口成立公民讨贼团，该团在汉口发动军队，并且在襄阳、宜昌、岳口、新堤设机关。6月23日晚，国民党交通部下达命令，预定6月25日在武昌南湖集结之后攻打首义门，宣布独立，相机北伐。在宜昌的公民讨贼团也接到通知，约定6月25日晚一起举义。但是黎元洪6月24日派兵查抄了《民国日报》报馆，发现二次革命计划及文告。6月24日晚，詹大悲决定提前进攻汉阳制造局，但失败。武昌南湖的炮兵营随即发动起义，但全营覆灭。6月25日，黎元洪将被捕的起义联络员就地处决，6月26日会同汉口德租界巡捕破坏了起义机关，在汉口德租界日本人开办的富贵馆（宝贵旅馆）拘留了宁调元、熊越山等人。7月5日引渡至武昌军法局。在日本人的帮助下，吴醒汉、詹大悲、季雨霖、蔡济民、蒋翊武等分别逃往上海、湖南。7月12日，李烈钧在江西湖口宣告独立，“二次革命”爆发。8月4日，袁世凯下令将宁调元“在鄂就近讯明，按法惩办”。9月25日，宁调元、熊越山以“内乱罪”被处决于武昌抱冰堂，宁调元年仅30岁。后来宁调元归葬家乡醴陵西山。
北伐成功后，国民政府主席林森下褒扬令称：“先烈士宁调元，赋性英毅，学术湛深，早岁奔走革命，屡濒危难，矢志益坚。癸丑之役，联络长江各省密谋响应，尤著勋勤……”国民政府还拨款为宁调元修墓、建太一亭，位于如今的仙山公园内，太一亭内有两块青石，一块刻有国民政府主席林森褒扬令，一块刻有于右任撰写“宁太一纪念碑”碑文。

## 著作
- 宁调元，太一遗书，柳亚子、傅熊湘编印[1]
- 宁调元，宁调元集，湖南人民出版社，2008年